# Kloster Seebach
Kloster Seebach ist ein untergegangenes Benediktinerinnenkloster in Bad Dürkheim, Ortsteil Seebach, Rheinland-Pfalz, von dem sich die romanische Konventskirche erhalten hat.

## Lage
Das Kloster befand sich am südlichen Siedlungsrand von Seebach.

## Reste
Vom Kloster Seebach existiert im gleichnamigen Bad Dürkheimer Ortsteil noch die romanische Klosterkirche Seebach. Erhalten sind die Vierung mit oktogonalem Turm und der Chor der ursprünglich größeren Konventskirche sowie die Ruinen der beiden Querschiffe. Das Gotteshaus wurde zum Wahrzeichen der Gemeinde Seebach und ist Bestandteil des Ortswappens.

## Geschichte

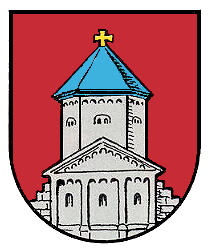
Stilisierte Darstellung der Kirche auf dem Seebacher Ortswappen

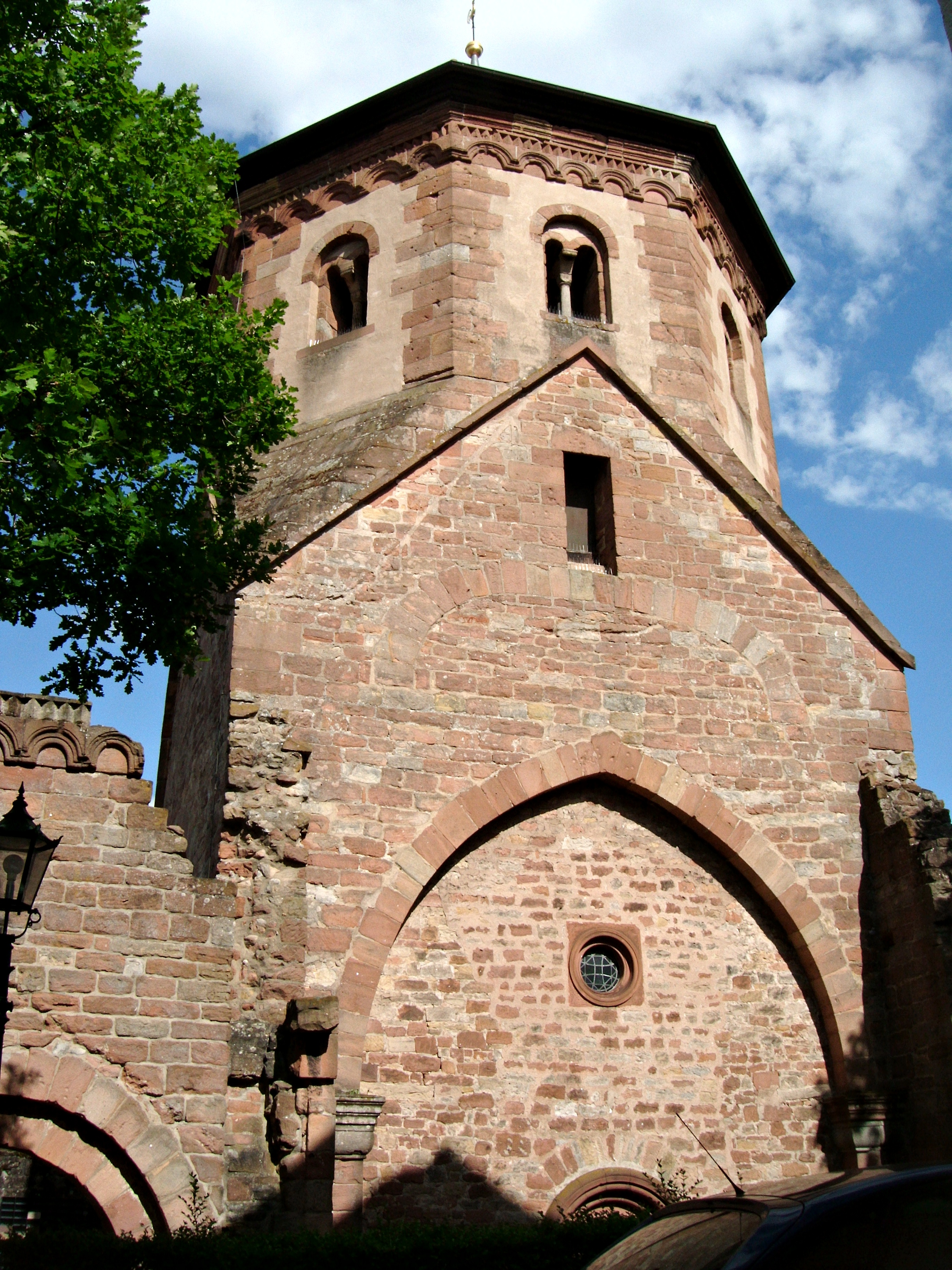
Heutige Ansicht der Klosterkirche von Westen (ohne Langhaus)

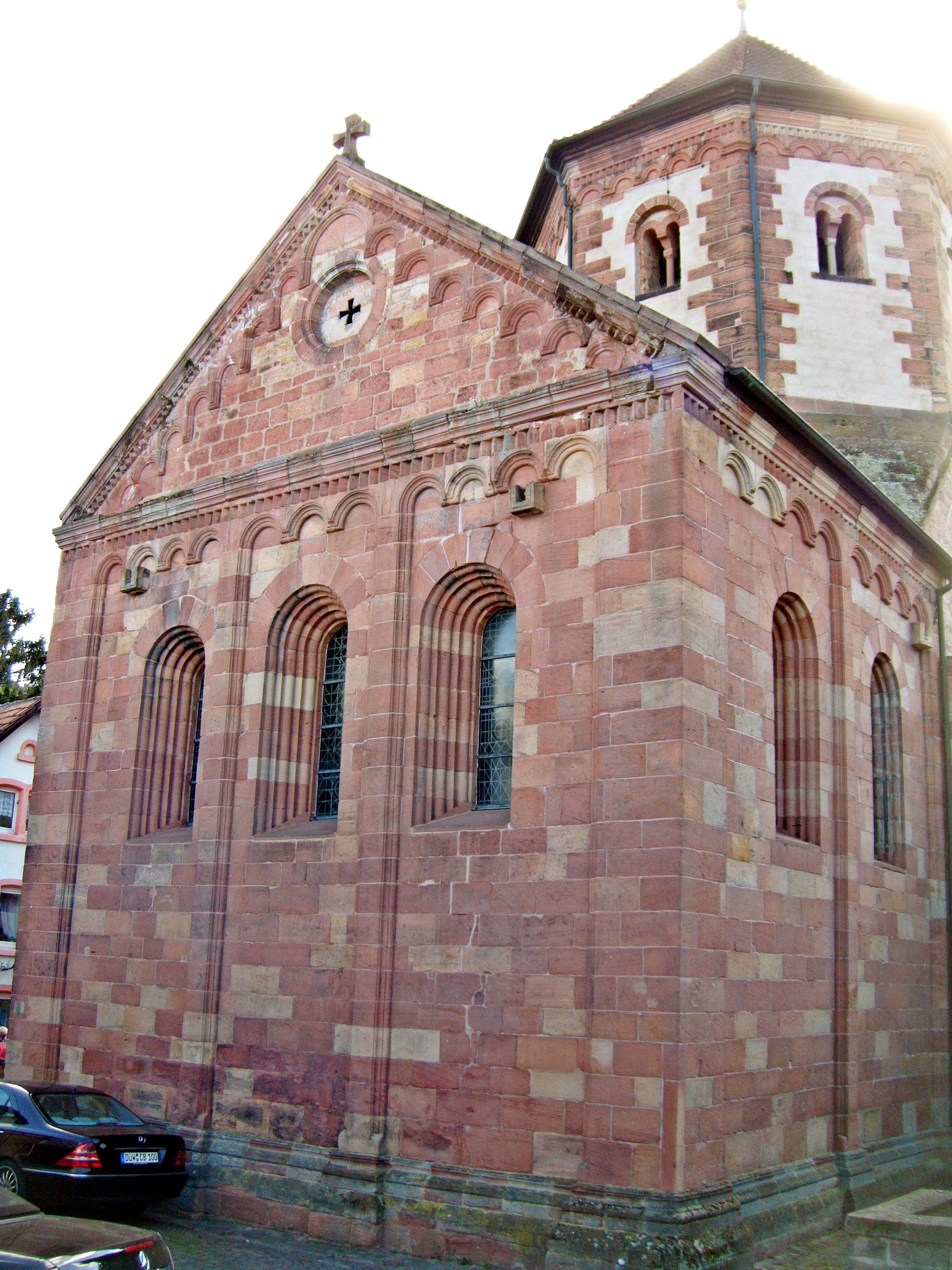
Nahaufnahme des Chores der Kirche

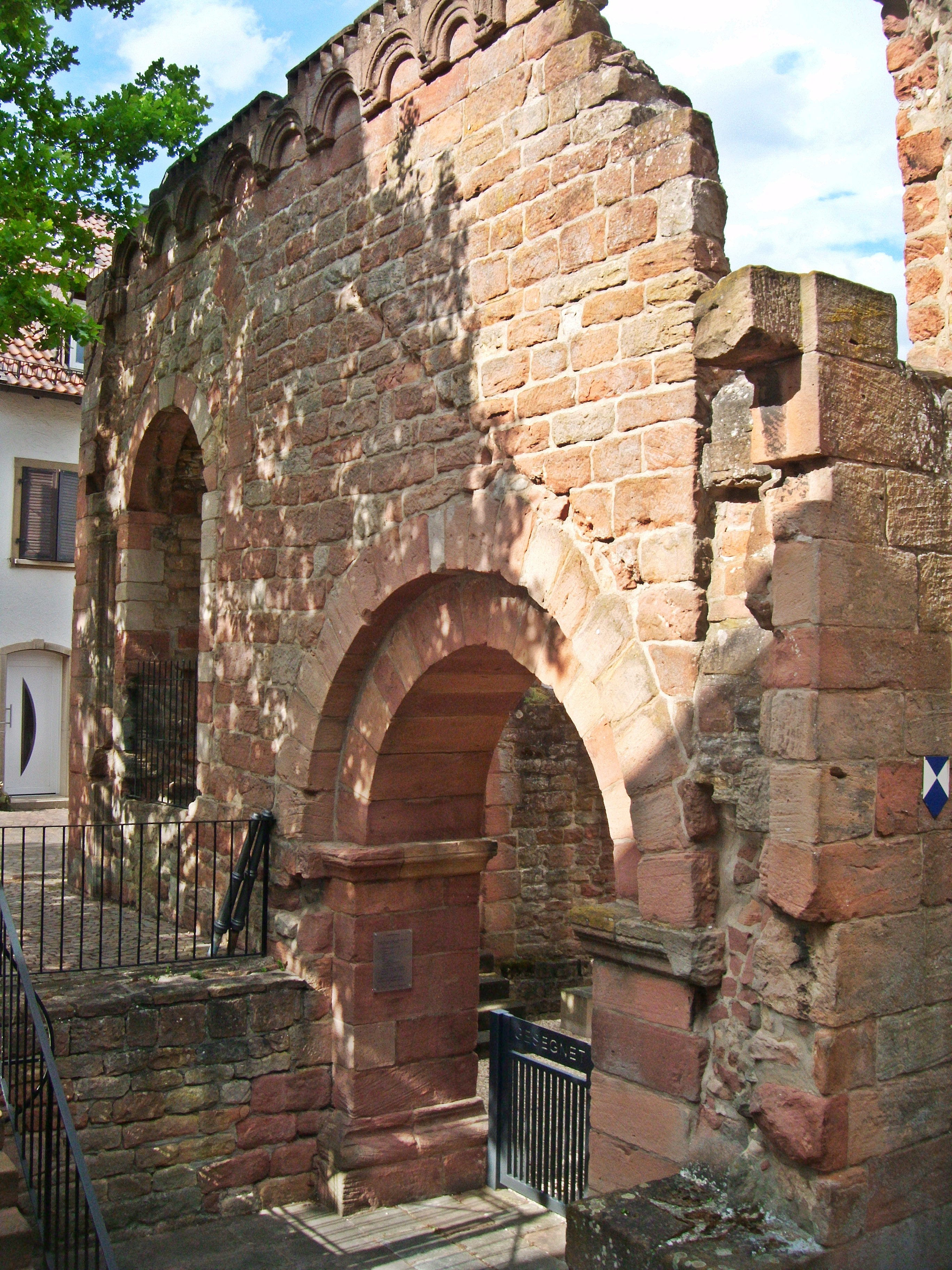
Westfassade des nördlichen Querschiffes

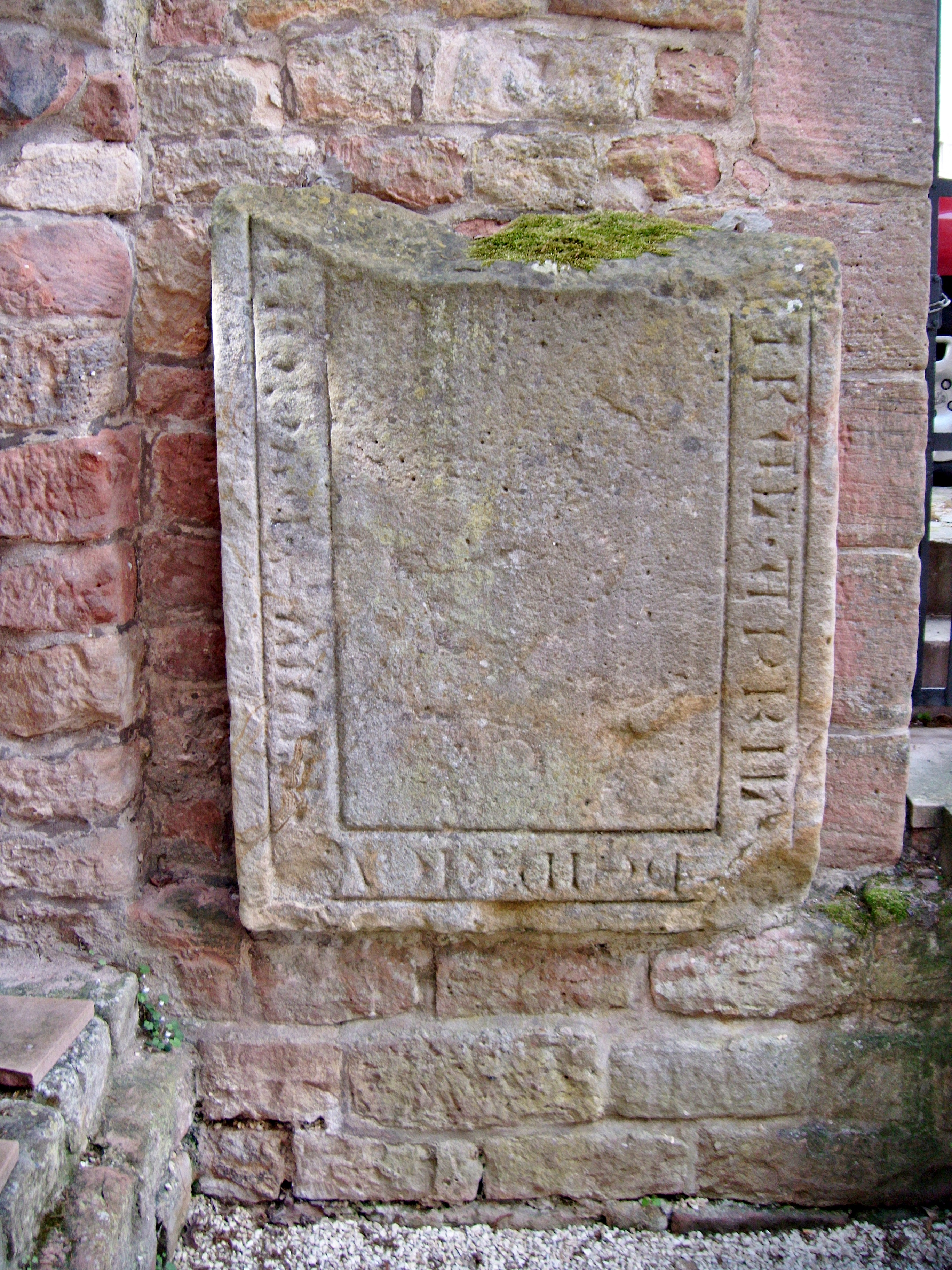
Mittelalterlicher Grabplattenrest, im nördlichen Querschiff

Das Kloster wurde laut Johannes Trithemius 1136 erstmals urkundlich erwähnt. Damals existierte es schon und unterstand der Oberaufsicht der nahen Abtei Limburg. Als Stifter wird ein Ritter Siegfried von Seebach überliefert, dessen Identität jedoch bisher ungeklärt ist. Die Nonnen stammten größtenteils aus adeligen Familien und hatten vom Speyerer Bischof Siegfried II. von Wolfsölden besondere Rechte und Freiheiten erhalten, welche dessen Nachfolger Günther von Henneberg und Gottfried II. bestätigten. Die 1166 ausgestellte Urkunde des Letzteren besagt, dass die Schwestern damals einen eigenen Friedhof besaßen, auf welchem dem Kloster zugehörige Personen ebenso wie Fremde beigesetzt werden durften. Sie hatten die freie Wahl ihrer Vorsteherin, die vom Limburger Abt ohne Widerspruch in ihr Amt einzuführen war, und sie durften jede unbescholtene Frau in ihre Gemeinschaft aufzunehmen, allerdings mit Wissen und Willen des Abtes.
Der Bau der qualitätvollen Klosterkirche wird um das Jahr 1200 angesetzt. Es handelte sich um eine dreischiffige, romanische Pfeilerbasilika mit Flachdecke, welche dem Hl. Laurentius geweiht wurde.
1196 erwarb der Konvent vom Kloster Hausen das Landgut Osthof bei Wachenheim an der Weinstraße, unweit der später ausgegrabenen Villa Rustica. Ebenso zählte der Mundhardter Hof bei Bad Dürkheim zum Klosterbesitz, eine Nonne aus Worms hatte ihn bei ihrem Eintritt als Erbe eingebracht.
1210 beschwerten sich die Seebacher Nonnen beim Speyerer Bischof Konrad III. von Scharfenberg über den Limburger Abt. Konrad III. befreite sie von dessen Oberaufsicht und unterstellte sie als nunmehrige Abtei direkt dem Bischöflichen Stuhl. Diesbezüglich ließ Äbtissin Irmentrude einen Gedenkstein anfertigen und zum ewigen Gedächtnis an gut sichtbarer Stelle einmauern.
1401 schoss der Konvent der Stadt Dürkheim 100 Goldgulden vor und verpflichtete sich wegen erhaltener Weiderechte zur jährlichen Lieferung von 64 Käselaiben. 1413 ist ein Hofgut des Klosters in Fußgönheim nachgewiesen, 1414 verpachteten die Schwestern ein ihnen gehörendes Haus in Worms, 1466 Klostergüter in Horchheim. Bei der Belagerung von Dürkheim durch Kurfürst Friedrich von der Pfalz 1471 nutzte der Kurfürst das Kloster als Stützpunkt für sein  Heerlager und seine Wagenburg.
Um 1500 erlebte der Konvent unter der gebildeten Äbtissin Richmunde von der Horst († 1520) eine Hochblüte. Sie sprach Latein und unterhielt mit dem gelehrten Sponheimer Abt Johannes Trithemius einen umfangreichen Briefwechsel. Dieser war auch Visitator des Klosters und weilte zahlreiche Male in Seebach.
Als Äbtissin Richmunde und viele Schwestern 1520 einer Seuche zum Opfer fielen, wandte sich Bischof Georg von Speyer an Scholastika Göler von Ravensburg, die Äbtissin des Klosters Frauenalb und Schwester des Speyerer Domherrn David Göler von Ravensburg, damit sie eine geeignete und eifrige Nachfolgerin für Seebach benennen möge. Durch sie wurde Elisabeth von Nippenburg vorgeschlagen, die den Seebacher Konvent vorbildlich und mit großem Geschick bis zu ihrem Tod im Jahre 1532 leitete.
Einige Grabsteine belegen weitere Verbindungen der Familie von Nippenburg mit Seebach, darunter ein aufwändiger Allianzwappen-Grabstein für eine Frau von Nippenburg geb. von Wieland († 1557).

### Auflösung
1563 wählte man ihre Verwandte Margaretha von Nippenburg zur Äbtissin. Sowohl die Grafen von Leiningen als Schirmherren des Klosters, als auch die mächtige Kurpfalz waren inzwischen Anhänger der Reformation geworden. Beide bedrohten den Konvent mit der Auflösung. Auf dem Speyerer Reichstag von 1570 erbat die Äbtissin deshalb von Kaiser Maximilian II. den Schutz des Reiches. Trotz des erhaltenen Schutzbriefes blockierte der Pfälzer Regent die Einnahmen des Klosters aus seinen dort gelegenen Besitzungen. Da Seebach einst dem Kloster Limburg unterstanden hatte, dessen Schirmherrschaft er ebenfalls an sich gezogen hatte, forderte Pfalzgraf Johann Casimir die Nonnen auf, ihm als Schirmherrn zu huldigen, ließ gewaltsam alle Güter sowie das Inventar des Klosters aufzeichnen und verbot die Aufnahme weiterer Konventualen. So kam es, dass 1588 außer der Äbtissin nur noch eine Chorschwester in Seebach lebte. Der Graf von Leiningen führte als tatsächlicher Schirmherr darüber Beschwerde beim Reichskammergericht. Dessen ungeachtet entsandte Johann Casimir am 26. Mai 1589 den Neustadter Vizedom Thomas Blarer mit einer Reitertruppe zum Kloster Seebach und forderte unter Androhung der Plünderung erneut die Huldigung, welche die Äbtissin unter Zwang leistete. Als nunmehr „anerkannter“ Schirmherr ließ er das Kloster dauerhaft mit zwanzig Söldnern besetzten, was ein weiteres Konventsleben unmöglich machte. Die Äbtissin zog sich daraufhin unter Erhalt einer Rente nach Speyer zurück und das geistliche Leben erlosch in Seebach. 
Pfalzgraf Johann Casimir nahm das Kloster und alles Inventar in Besitz. Letzteres behielt er und Ersteres verpachtete er 1591 als Gut an den Dürkheimer Bürger Hanns Stern; den Grafen von Leiningen entschädigte er 1593.
Als im Dreißigjährigen Krieg, unter dem Schutz der Reichsarmee bzw. der Spanier, das Kloster Limburg nochmals kurzfristig auflebte, wurde Kloster Seebach 1645 vorübergehend Aufenthaltsort der letzten Äbtissin von Kloster Rupertsberg, Anna Lerch von Dirmstein.
Das Dorf Seebach erwuchs aus dem ansässigen Klostergesinde, mehr aber noch aus den Siedlern, die nach der Konventsauflösung auf das nunmehrige landwirtschaftliche Gut kamen.
Gegenüber dem heutigen Haupteingang der Kirche, im Bereich des ehemaligen Langhauses, ist ein neuzeitlicher Sandsteinfries zur Klostergeschichte eingelassen.

## Fries zur Klostergeschichte

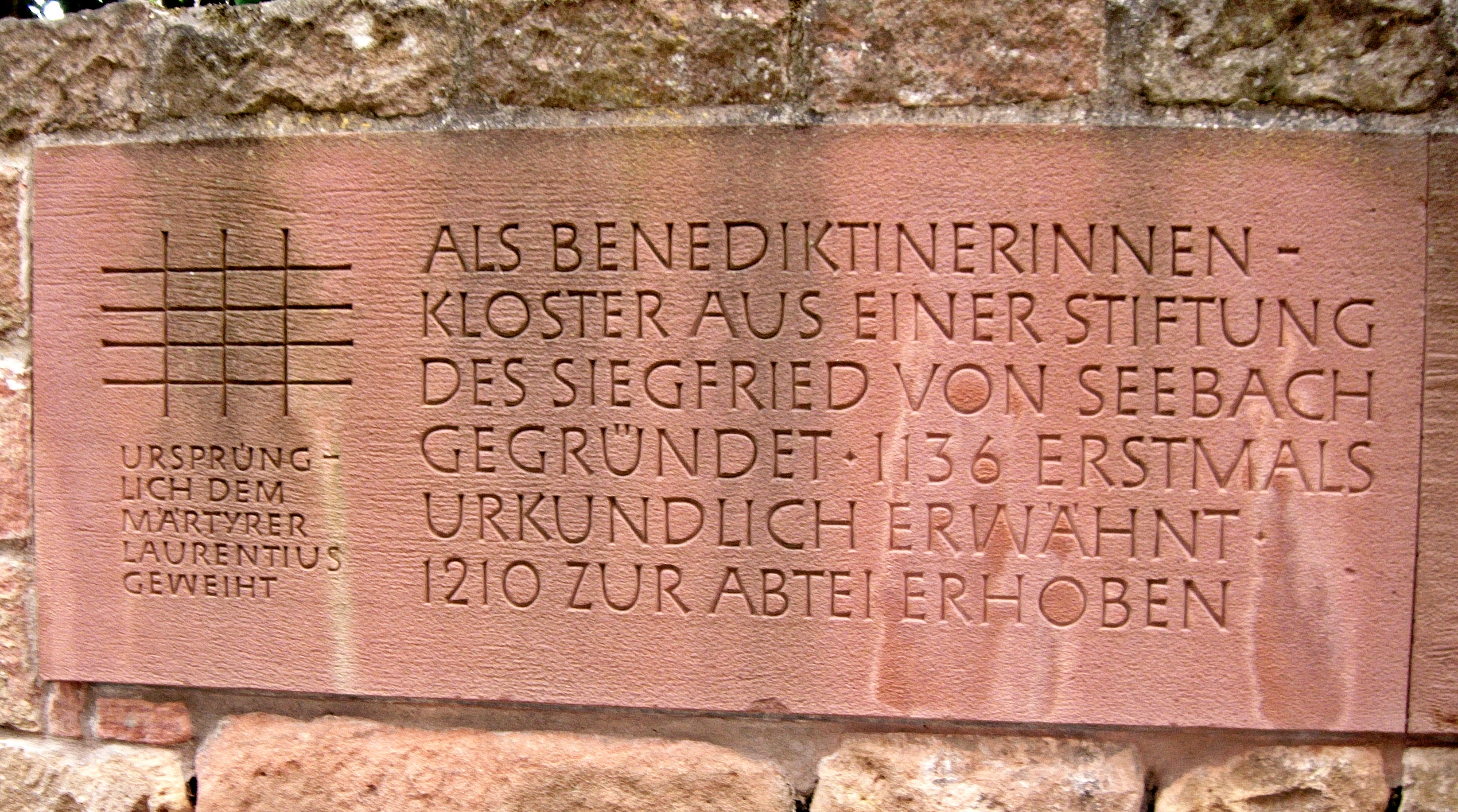
Fries zur Klostergeschichte, Teil 1
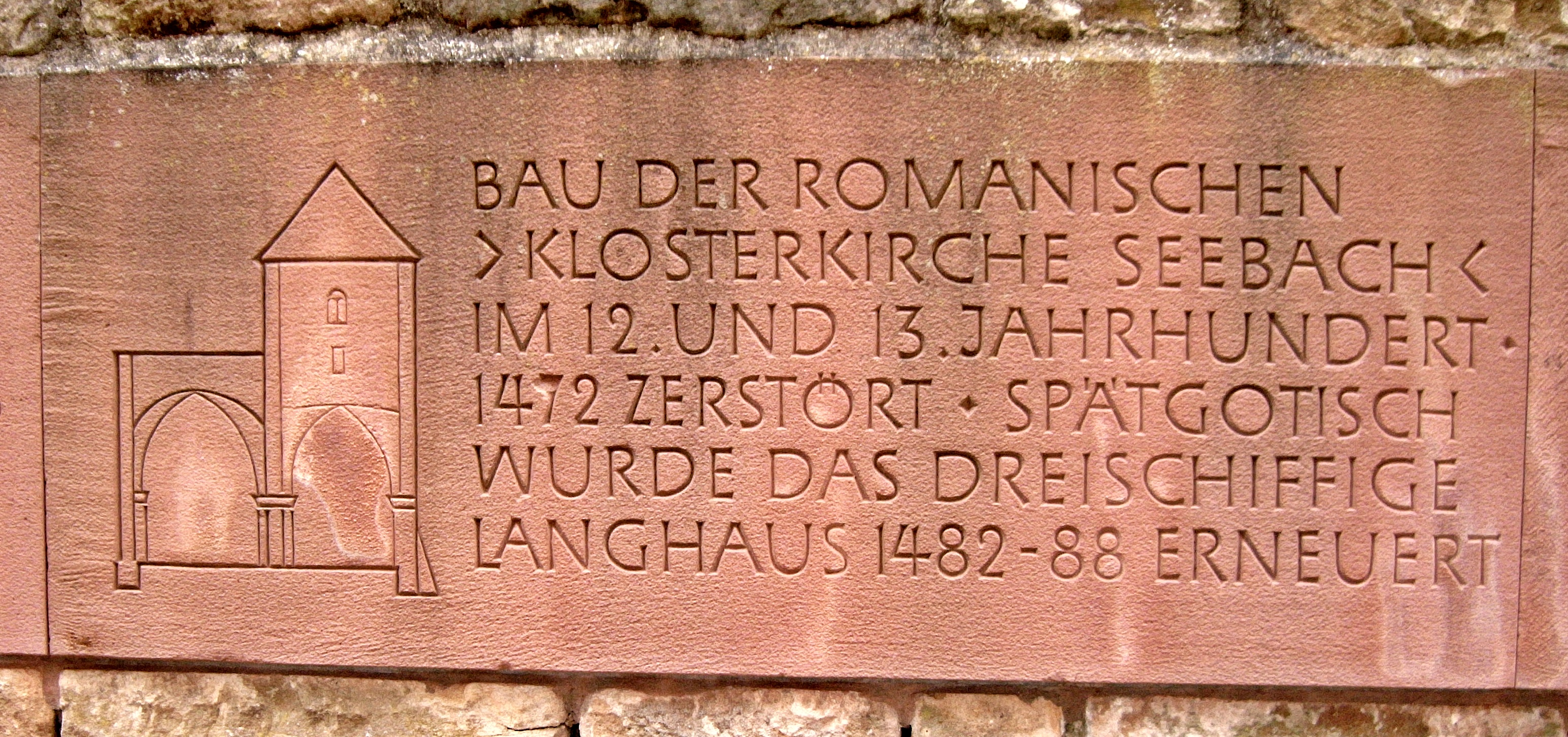
Fries zur Klostergeschichte, Teil 2
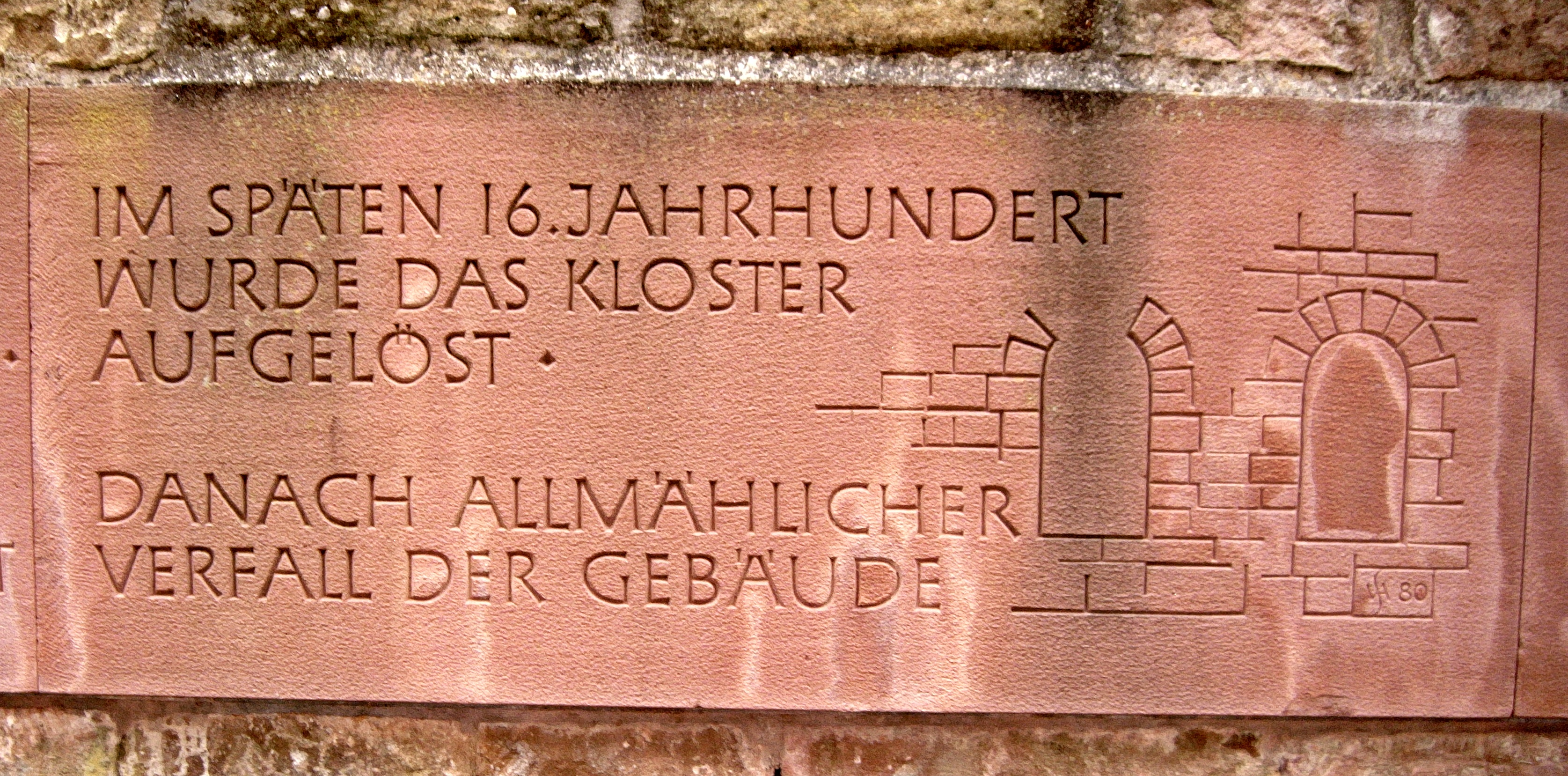
Fries zur Klostergeschichte, Teil 3
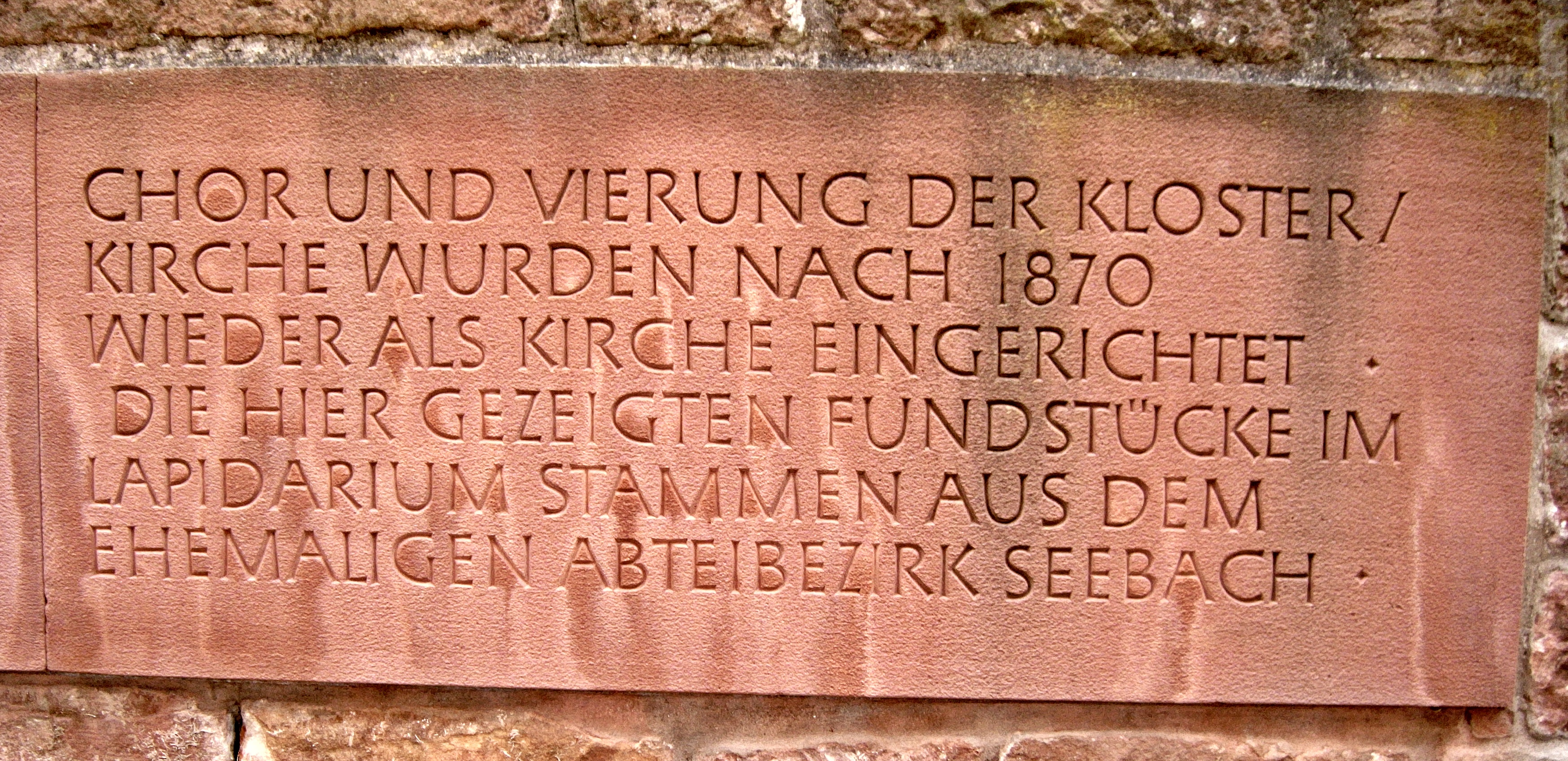
Fries zur Klostergeschichte, Teil 4